# ディアマンティーノ・ミランダ
ディアマンティーノ・マヌエル・フェルナンデス・ミランダ（Diamantino Manuel Fernandes Miranda、1959年8月3日 - ）は、ポルトガル出身の元同国代表サッカー選手。現役時代のポジションはミッドフィルダー。

## 経歴
代表では22試合に出場したものの、ポルトガル黄金世代が直後に台頭したため、国際的には無名。しかしながらUEFA欧州選手権1984、1986 FIFAワールドカップに出場するなど、国内では名の通った選手である。

## タイトル

### 選手時代
ベンフィカ
- プリメイラ・ディヴィゾン: 1982-83, 1983-84, 1986-87, 1988-89[2]
- タッサ・デ・ポルトガル: 1979-80, 1982-83, 1984-85, 1985-86, 1986-87[3]
- スーペルタッサ・カンディド・デ・オリベイラ: 1985, 1989[3]

### 指導者時代
カンポマイオレンセ
- セグンダ・リーガ: 1996-97[4]